# Personnages de Sauvés par le gong

Cet article présente les personnages de la série télévisée Sauvés par le gong. Tous les personnages habitent dans le quartier de Palissade Hills de Los Angeles en Californie.

## Zachary « Zack » Morris
Interprété par Mark-Paul Gosselaar.
Fils unique de Dereck Morris, un riche homme d’affaires, et Monique Morris, il est le personnage principal de la série. C’est un cancre, feignant, coquet, roublard et vaniteux qui adore faire des bêtises, monter des arnaques et autres coups tordus avec son inséparable ami Screech, qui le conduisent immanquablement à atterrir dans le bureau du principal Richard Belding, qu’il parvient le plus souvent à corrompre pour se sauver la mise. Amoureux fou de Kelly Kapowski, il est prêt à tout pour la séduire, quitte à employer des méthodes douteuses voire franchement déloyales.

## Albert Clifford « A.C. » Slater
Interprété par Mario López.
Fils d’un général de l’armée américaine, et frère aîné d’une fille, J.B, il est descendant d’immigrés mexicains. Contraint de suivre son père dans le monde entier, sa scolarité s’en est trouvée perturbée, jusqu’à son arrivée à l’école de Bayside. Sportif, il pratique la lutte gréco-romaine, ou encore le football. Initialement présenté comme le principal rival de Zack pour gagner le cœur de Kelly, il finit par se lier d’amitié avec lui avant de tomber dans les bras de sa camarade Jessie.

## Samuel « Screech » Powers
Interprété par Dustin Diamond.
Screech est un ami d’enfance de Zack, et il lui voue une véritable admiration. Toujours prêt à suivre son acolyte dans ses entreprises douteuses. Son caractère loufoque et insolite, conjugué à sa passion pour la science et les insectes en font le principal ressort comique de la série.

## Kelly Kapowski
Interprétée par Tiffani-Amber Thiessen.
Fille aînée d’une famille de sept enfants, son père travaille dans l’industrie de l’armement. Considérée comme la plus jolie fille de Bayside, c’est une pom-pom girl qui n’hésite pas à soutenir toutes les équipes de sport de l’école. Amatrice de volley-ball, elle est capitaine de l’équipe féminine. D’abord hésitante entre les deux principaux partis qui s’offrent à elle, Kelly finit tout de même par choisir Zack. 

## Jessica Myrtle « Jessie » Spano
Interprétée par Elizabeth Berkley.
Fille unique de parents divorcés, elle est la meilleure amie de Zack qu’elle côtoie depuis la maternelle. Très engagée sur le plan politique et social. Déléguée de sa classe, élue au conseil d’administration de Bayside. Complexée par sa grande taille, elle demeure cependant une bonne danseuse et une élève appliquée qui rêve d’entrer dans une grande université, comme Oxford ou encore Columbia. Relativement peu portée sur les garçons, elle tombe sous le charme de Slater et ils forment alors un couple explosif. 

## Lisa Turtle
Interprétée par Lark Voorhies.
Fille unique d’un homme très riche, Lisa est très matérialiste et parfois égocentrique, elle possède un sens de l’humour ravageur et une répartie cinglante. Passionnée de mode, elle envisage de rentrer dans une faculté spécialisée dans le stylisme et de devenir créatrice pour une grande maison de couture

## Richard Belding
Interprété par Dennis Haskins.
C’est le proviseur de Bayside. C'est un chef d’établissement respecté, attentif et bienveillant, soucieux de l’avenir de ses élèves, sachant faire preuve de l’autorité qui incombe à son poste quand la situation l’exige. 